# 사섭
사섭(士燮, 137년 ~ 226년 음력 11월) 또는 시 니엡(베트남어: Sĩ Nhiếp)은 중국 후한 말의 군웅으로, 자는 위언(威彦)이며 창오군 광신현(廣信縣) 사람이다. 중원(中原)이 혼란해지자 변방에서 독자적인 세력을 형성하였다. 220년 후한이 멸망하자 손권에게 칭신하였다.
일남태수 사사(士賜)의 아들로, 그의 집안은 왕망이 찬탈한 이후 혼란기를 피해 교주로 이주하였다.

## 생애
사섭의 선조는 본래 문양(汶陽) 사람인데, 6세조 가 왕망의 난을 피하여 교주로 내려와 살기 시작하였다.
젊었을 때 사섭은 낙양에서 지식인들과 교류를 갖고, 영천의 유도(劉陶)에게서 학문을 배워 《춘추좌씨전》에 주석을 달아 《춘추경》(春秋經)을 지었다. 그의 지식과 교양이 상당히 뛰어나, 후에 사섭에게 몸을 의지했던 원휘는 순욱에게 "사섭은 학식이 풍부하고 정치에 정통하다"라고 하였다.
부친이 죽고 상을 치른 후, 무재(茂才)로 천거되어 무양령(巫陽令)을 지내다가 교지태수(交趾太守)가 되었다.
건안 원년(196년), 교주자사 주부(朱符)가 이민족들에게 살해당하였다. 사섭은 조정에 표를 올려 동생 사일은 합포태수, 사유는 구진태수, 사무는 남해태수를 맡도록 하여 교주 전체를 차지하였다. 이후 교지는 사섭의 통치로 크게 번성하게 된다. 당시 사섭의 권세가 어떠하였는지가 《삼국지》 오서(吳書) 사섭전(士燮傳)에서 다음과 같이 설명하고 있다.
| “ | 사섭 형제의 권세는 견줄 자가 없었다. 외출이나 귀가를 할 때는 종이 울렸고, 악대가 뒤따랐으며, 거리는 수레 와 말들로 가득했다. 좌우에는 향을 피우는 호인(胡人)들이 수십 명이었고, 아내들은 전용 수레를 사용하였으며, 보병과 기병들이 아이들을 따랐고, 이민족(원주민)들이 복종하였다. | ” |

또한 사섭은 성품이 온후하고 겸손하여 수백 명의 사람들이 난세를 피해 교지로 왔고, 문인을 우대하여 원충·원휘(袁徽)·환소· 허정·유파·정병·설종 등 수많은 지식인들이 난을 피해 사섭에게 의지하였다.
건안 15년(210년), 손권이 보즐을 교주자사로 임명하자 사섭은 손권에게 종속하였다.
건안 25년(220년), 사섭은 아들 사흠을 손권에게 인질로 보냈다. 이에 손권은 사흠을 무창태수(武昌太守)에 임명하는 한편 사섭과 사일의 아들들을 모두 중랑장에 임명하였다.
사섭은 손권에게 사자를 보내 알현할 때마다 진귀한 보물들을 한 해도 빠짐없이 바쳐 손권의 총애를 받았고, 손권 또한 항상 편지를 보내고 후한 상을 내려 보답하였다.
황무 5년(226년) 11월, 사섭은 90세의 나이로 숨을 거두었다.
사섭 사후, 손권이 임명한 교주자사 여대는 손권의 승인을 받아 교주 북부를 나누어 광주(廣州)를 설치하여 스스로 그 자사가 되었고, 교주자사에는 장군 대량(戴良)을 임명했고, 사섭의 아들 사휘를 안원장군(安遠將軍)에 봉하는 한편 구진태수에 임명하고, 교지는 진시(陳時)를 보내 다스리게 하였다. 이에 사휘와 그의 형 사지는 손권에 대항하여 반란을 일으켰다. 여대는 평소 친분이 있었던, 사일의 아들 사광을 보내어 목숨을 보장하며 항복을 권고하였고, 사지와 사휘, 그리고 그의 동생들은 항복하였다. 그러나 다음날 모두 여대에 의하여 목숨을 잃었고, 이후 사섭의 일족은 몰살되거나 귀양을 갔다.
오늘날 사섭은 베트남의 역사 교과서에 수록되어 있으며, 사왕(士王)이라고 불리며 칭송받고 있다. 그러나, 민족 독립의 관점에서는 "베트남 민족을 괴롭힌 압제자"로 폄하되기도 한다.
한편, 사섭이 베트남 문자를 창시한 사람이라는 설도 있다.

## 사섭을 섬긴 사람들
- 설종　경문(敬文)
- 원충　정보(正甫)
- 원휘
- 유파　자초(子初)
- 장민
- 정병　덕추(德樞)
- 허정　문휴(文休)
- 환소
- 환린

## 사섭의 친족관계

### 관련 인물
사광　사일　사지　사휘

## 같이 보기
- 삼국지 인물 목록